# マレーア・アトランティカ
マレーア・アトランティカ（Marea Atlántica）は2015年5月の自治体選挙を目指して政治勢力を結集することをその目的としてア・コルーニャで設立された、市民運動および政治運動である。2014年7月22日に運動体として正式に設立された。9月26日この運動を進展させ、統一候補を擁立するため声明に対して、それに賛同する2,500人の支援者による署名があつまった。 
ア・コルーニャ大学の法学部教授のシュリオ・フェレイロが2015年5月の自治体選挙における首長候補として擁立されることとなった。この運動にはガリシア統一左翼（EU）、アノーバ＝イルマンダーデ・ナショナリスタ（Anova）、コンプロミソ・ポル・ガリシア（CxG）、ポデーモス、Equoなどの政党が参加した。マレーア・アトランティカは、マレーア・デ・ビーゴ、アオーラ・マドリード、バルサローナ・アン・クムー、サラゴサ・エン・コムン、シション・シ・プエデ、コンポステーラ・アベルタ、マレーア・ポンテベドラ、マラガ・アオーラ同様、2015年のスペイン自治体選挙のためにガリシア州の左翼諸政党が結集した「人民統一」候補のひとつとなった。

## 選挙結果
マレーア・アトランティカは、前回選挙で43%超の得票で議席定員の過半数を制したガリシア国民党（PPdeG）にわずか28票の差で第二党となったが、ガリシア社会主義者党の協力を得て、党首のシュリオ・ショセ・フェレイロ・バーモンデ（Xulio Xosé Ferreiro Baamonde）が市長に選出された。
| 選挙   | 首長候補             | 得票   | 得票率（%） | 獲得議席 | 順位 |
| ------ | -------------------- | ------ | ----------- | -------- | ---- |
| 2015年 | シュリオ・フェレイロ | 36,857 | 30.88       | 10       | 2    |

出典：スペイン内務省